# AB Aerotransport
AB Aerotransport (kurz: ABA) ist eine ehemalige schwedische Fluggesellschaft. Sie ist seit 1948 Teil der Scandinavian Airlines System, SAS.

## Geschichte

### Gründung
AB Aerotransport wurde 1924 als Aktiebolaget Aerotransport von John Björk, Adrian und Carl Florman, Ernst Linder und Johann Nilsson gegründet. Hauptfinanzierer und -besitzer waren die deutschen Junkerswerke, die 1925 82 Prozent der Aktien besaßen.

### 1920er Jahre

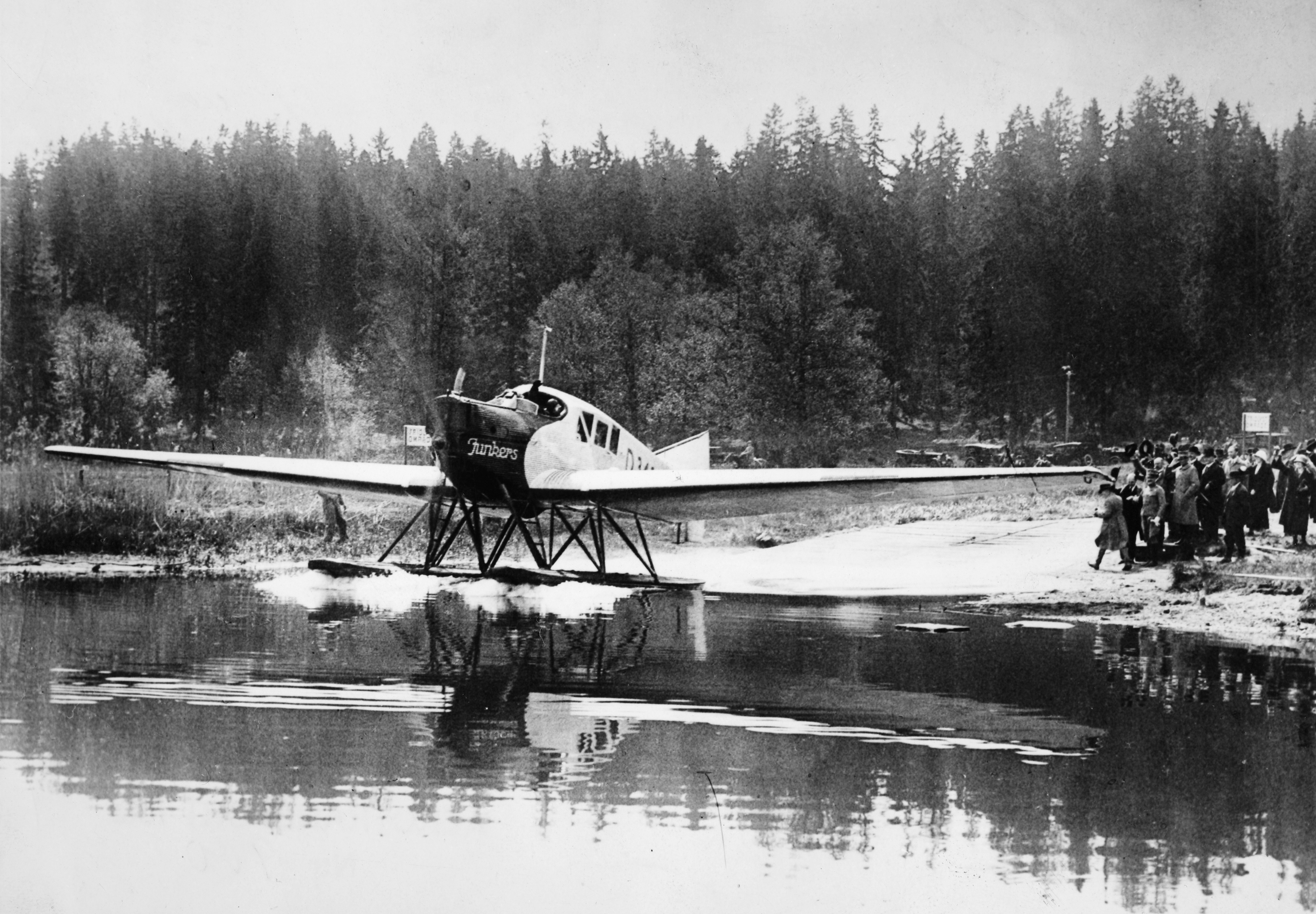
Start des ersten Fluges der ABA in Stockholm.

Der erste Flug fand am 2. Juni 1924 mit einer Junkers F 13 vom Flughafen Lindarängens in Stockholm nach Helsinki statt. Das Flugzeug, bis 1929 registriert als S-AAAC, danach SE-AAC, steht heute im Tekniska museet (technischen Museum) in Stockholm.
Der Flugplan, mit Flügen am Tag von Stockholm nach Helsinki und in der Nacht mit Postflügen auf der Route Stockholm – Malmö – Amsterdam – London, wurde bis 1928 mit vier Maschinen des Types Junkers F 13 fortgesetzt. 1925 begann die ABA in Zusammenarbeit mit der Deutschen Luft Hansa Linienflüge zwischen Stockholm und Berlin.
AB Aerotransport war die erste Fluggesellschaft, die mit dreimotorigen Junkers G 24, die in Schweden von der AB Flygindustri angefertigt worden waren, den Flugbetrieb aufnahm. Die ersten zwei bekam AB Aerotransport im März 1925. Im selben Monat erteilte der Riksdag (das Parlament Schwedens) der ABA die Konzessionen für die Flugrouten Stockholm – Helsinki, Kopenhagen – Göteborg – Oslo und Malmö – Hamburg – Amsterdam. Weitere G 24 wurden teilweise über die neugegründete AB Flygmateriel finanziert, von der dann die AB Aerotransport die Maschinen leaste.

### 1930er Jahre
AB Aerotransport kaufte im Jahre 1931 mehrere Land- und Wasserflugzeuge der Typen Junkers W 33, W 34, G 23 und G 24. Für längere Flugreisen wurde eine dreimotorige Fokker F.XII erworben.

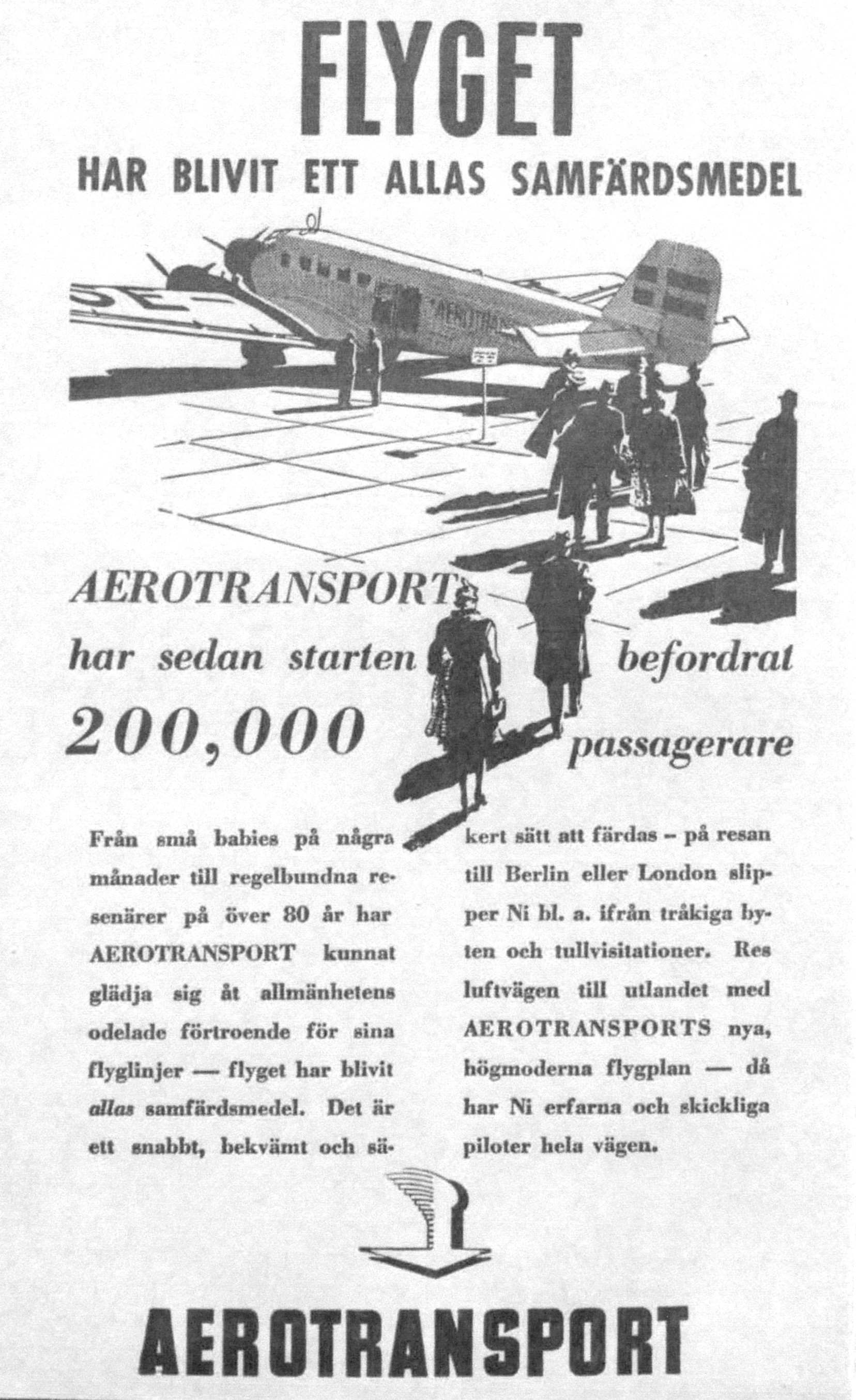
Zeitungsannonce

1935 wurde der schwedische Staat Haupteigentümer der ABA.
1938 wurde eine Junkers Ju 86 Z-7 als Postflugzeug gekauft, die auf den Namen Svalan getauft wurde. 1940 wurde die Ju 86 von der schwedischen Luftstreitkräften beschlagnahmt. ABA erhielt dafür eine Entschädigung. In der Luftwaffe wurde das Flugzeug auf den Namen P9 umgetauft.
Im Jahre 1937 kaufte AB Aerotransport als zweite europäische Fluggesellschaft, nach der niederländischen KLM, eine Douglas DC-3. Dies erlaubte Flüge von längerer Distanz, zum Beispiel ab 1939 nach Moskau. Seit diesem Jahr wurden die Flugzeuge der ABA mit SWEDISH AIR LINES beschriftet.
Neben der DC-3 bestand die Flotte der ABA damals aus fünf Junkers Ju 52/3m, einer Junkers F 13 (Wasserflugzeug) und zwei Fokker F.XII.

### 1940er Jahre
Während des Zweiten Weltkrieges versuchte die AB Aerotransport ihren Linienflugplan aufrechtzuerhalten. Die Flüge nach Moskau wurden ab Juni 1941 eingestellt, die nach Berlin kurz vor Ende der Zeit des Nationalsozialismus.
Im Mai 1942 wurden regelmäßige Transportflüge nach Aberdeen, Schottland aufgenommen. Zwei Maschinen des Typs DC-3 (SE-BAG und SE-BAF) wurden 1943 während eines solchen Transportfluges abgeschossen. Nach einer vertraglichen Vereinbarung mit den kriegführenden Parteien wurde der Flugverkehr nach Aberdeen (Schottland) wieder aufgenommen, und zwar mit Flugzeugen, auf deren Rumpf groß „SWEDEN“ stand und auf dem Leitwerk die Nationalflagge aufgemalt worden war. Trotzdem wurde eine dritte DC-3 beschossen, die Maschine wurde jedoch glücklicherweise verfehlt. Daher beschloss man, ab nun für die Transportflüge nach Schottland nur noch Flugzeuge des Typs Boeing B-17 zu verwenden.
Die ABA weitete ihre europäische Tätigkeit mehr und mehr aus. Nach dem Abzug der deutschen Besetzung wurden Linien nach Paris, Oslo und Prestwick (Schottland) eröffnet.
Am 30. Juni 1948 fusionierte die staatliche ABA mit der privaten Svensk Interkontinental Lufttrafik AB (kurz: SILA) und führte den Luftfahrtbetrieb unter dem bisherigen Namen AB Aerotransport weiter. Damit wurde die ABA in die 1946 von den Fluggesellschaften SILA (Schweden), Det Danske Luftfartselskab (DDL) (Dänemark) und Det Norske Luftfartselskap (Norwegen) gegründete Scandinavian Airlines eingegliedert.

### Scandinavian Airlines
Die Scandinavian Airlines (kurz:SAS) stieg zu einer der führenden Fluggesellschaften in Europa auf und bestehen heute aus je zwei norwegischen und dänischen und drei schwedischen Eigentümeranteilen.

## Zwischenfälle
- Am 27. August 1943 verschwand eine Douglas DC-3-268 der AB Aerotransport (Luftfahrzeugkennzeichen SE-BAF) über der Nordsee etwa 70 km westlich von Hirtshals (Dänemark). Die Maschine war auf dem Flug von Aberdeen (Schottland) zum Flughafen Stockholm/Bromma (Schweden). Alle 7 Insassen, vier Besatzungsmitglieder und 3 Passagiere, kamen ums Leben.[3]

- Am 22. Oktober 1943 wurde eine Douglas DC-3-268 der AB Aerotransport (SE-BAG) von einer Junkers Ju-88 der deutschen Luftwaffe beschossen. Die Piloten versuchten, eine Notwasserung bei der Insel Hållö (Västra Götalands län, Schweden) durchzuführen. Das Flugzeug schlug jedoch in Klippen der Insel ein und wurde zerstört. Die Maschine war auf dem Flug von Aberdeen (Schottland) zum Flughafen Stockholm/Bromma (Schweden). Von den 15 Insassen wurden 13 getötet. Der Flugtechniker und ein Passagier im Heck wurden herausgeschleudert und überlebten.[4]

- Am 4. Dezember 1945 verunglückte eine Boeing B-17G der schwedischen AB Aerotransport (SE-BAM) im Anflug auf den Flughafen Stockholm/Bromma (Schweden) bei Stallarholmen, rund 40 Kilometer westlich des Zielflughafens. Die Maschine befand sich auf einem Positionierungsflug vom Flughafen Göteborg/Torslanda. Alle 6 Besatzungsmitglieder, die einzigen Insassen, wurden getötet.[5]

- Am 9. August 1947 schlug eine Douglas DC-3F der AB Aerotransport (SE-BAY) bei der Landung auf dem Flughafen Malmö-Bulltofta (Schweden) hart und mit sehr hoher Geschwindigkeit auf der Landebahn auf. Die Maschine überrollte das Landebahnende und krachte in einen Erdwall. Von den 5 Besatzungsmitgliedern, den einzigen Insassen auf dem von Amsterdam kommenden Frachtflug, kam eines ums Leben. Das Flugzeug wurde irreparabel beschädigt.[6]

- Am 26. Oktober 1947 flog die Douglas DC-4 Sunnan der AB Aerotransport (SE-BBG) in die westliche Flanke des Berges Hymettos nahe Athen. Die Maschine befand sich auf einem Flug von Istanbul über Athen, Rom, Genf und Kopenhagen nach Stockholm und war im Anflug auf den damals noch Athen-Hassani genannten Flughafen. Alle 44 Menschen an Bord wurden getötet, 8 Besatzungsmitglieder und 36 Passagiere.[7][8]

## Sonstiges
Einer der ersten Piloten der Fluggesellschaft war der spätere Befehlshaber der deutschen Luftwaffe Hermann Göring.